# St. Mariä Geburt (Birk)

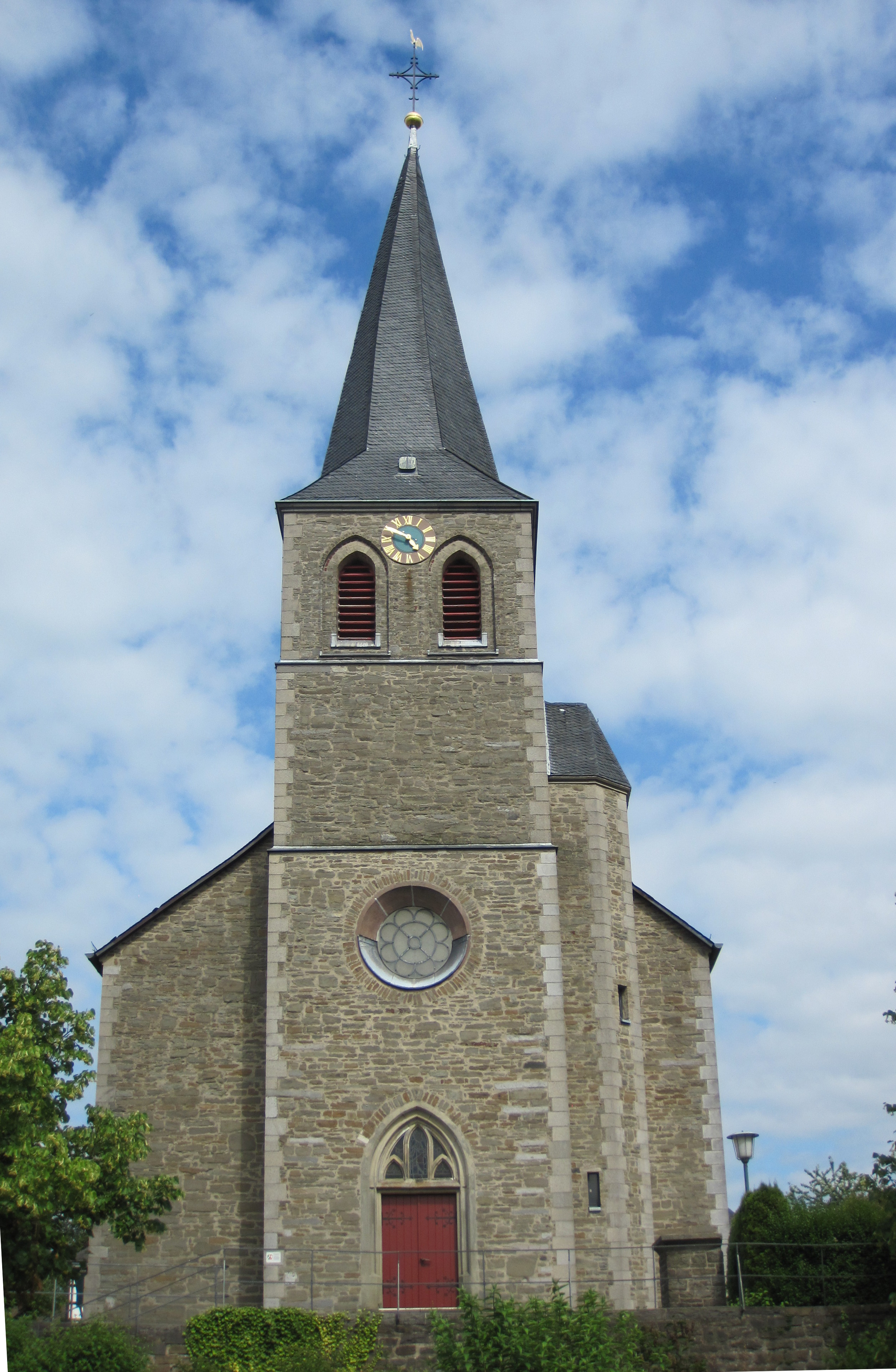
Westseite der Kirche St. Mariä Geburt

Die römisch-katholische Pfarrkirche St. Mariä Geburt ist ein unter Denkmalschutz stehendes Kirchengebäude in Birk, einem Stadtteil von Lohmar im Rhein-Sieg-Kreis.
Sie liegt auf einem erhöhten von einer Mauer umgebenen Areal an der Birker Straße.
Auf dem Gelände zwischen Kirche und Mauer wurde ein Soldatenfriedhof angelegt. Südlich der Kirche schließt sich der Friedhof an.

## Geschichte

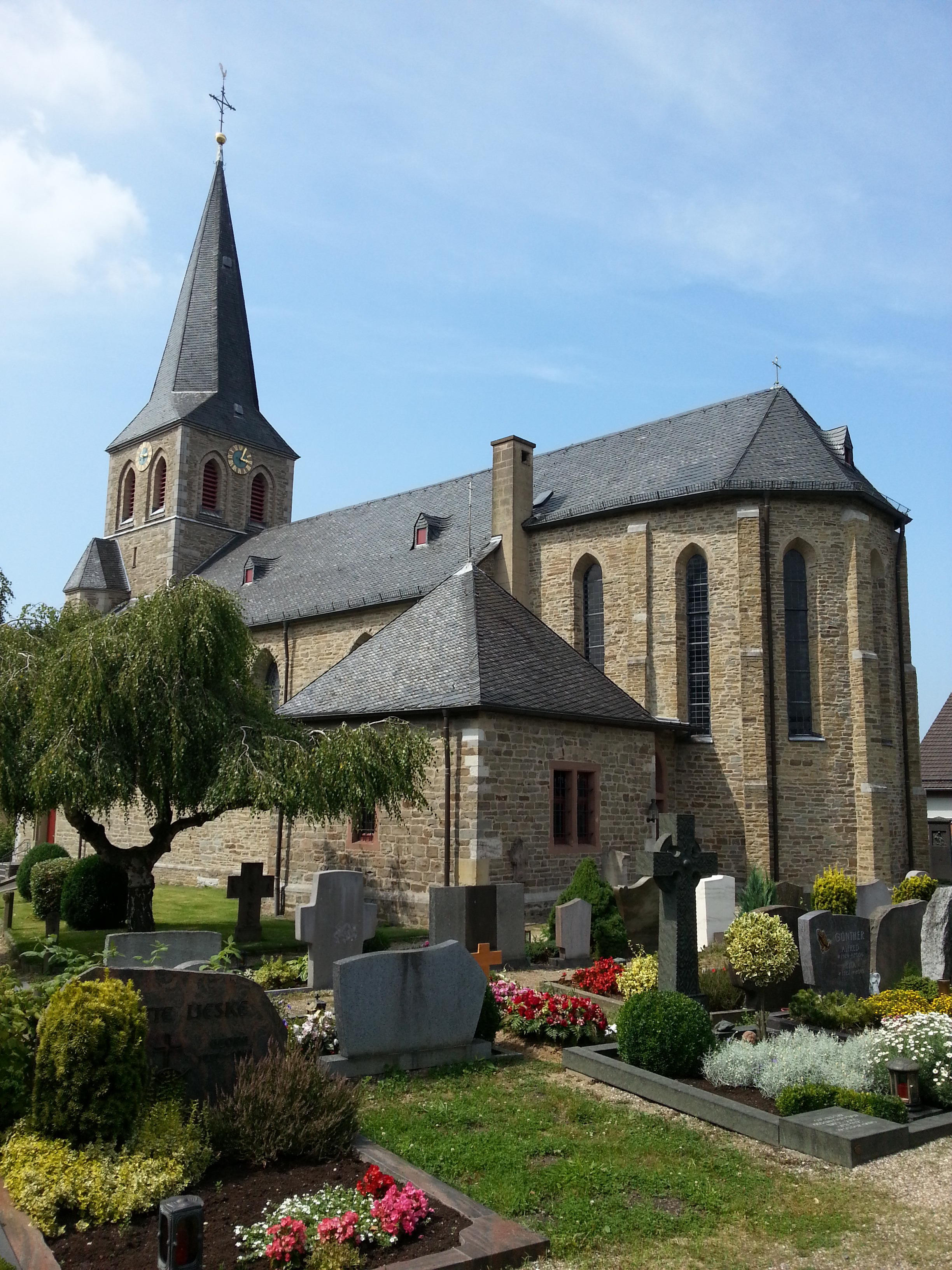
St. Mariä Geburt von Osten

Die 1398 genannte Kapelle in Birk, eine Filialkirche der Pfarrkirche St. Johannes Enthauptung in Lohmar, wurde von Minoriten des Klosters Seligenthal und den Minoriten der Siegburger Klause seelsorgerisch betreut, die den Pfarrer von Lohmar vertraten. Nach den Angaben in den Visitationsprotokollen von 1550 wurde dort nur die Heilige Messe gefeiert, doch schon 1629 hatte sie Taufrechte und Beerdigungsrechte.
Nach der Erhebung zur Pfarrkirche unter dem Titel „St. Mariä Geburt“ im Jahre 1840 wurden 1844 die Orte Hochhausen, Pohlhausen, Wahn und Straßen aus der Pfarre St. Margareta in Neunkirchen-Seelscheid der Pfarre Birk zugewiesen. Seit dem 1. Januar 2010 besteht die Pfarre St. Mariä Geburt ebenso wie die drei anderen Einzelpfarreien des ehemaligen Seelsorgebereichs Lohmar kirchenrechtlich nicht mehr. Alle Pfarren dieses Seelsorgebereiches wurden zu der großen Pfarre „St. Johannes“ in Lohmar-Ort zusammengeschlossen.

## Baugeschichte

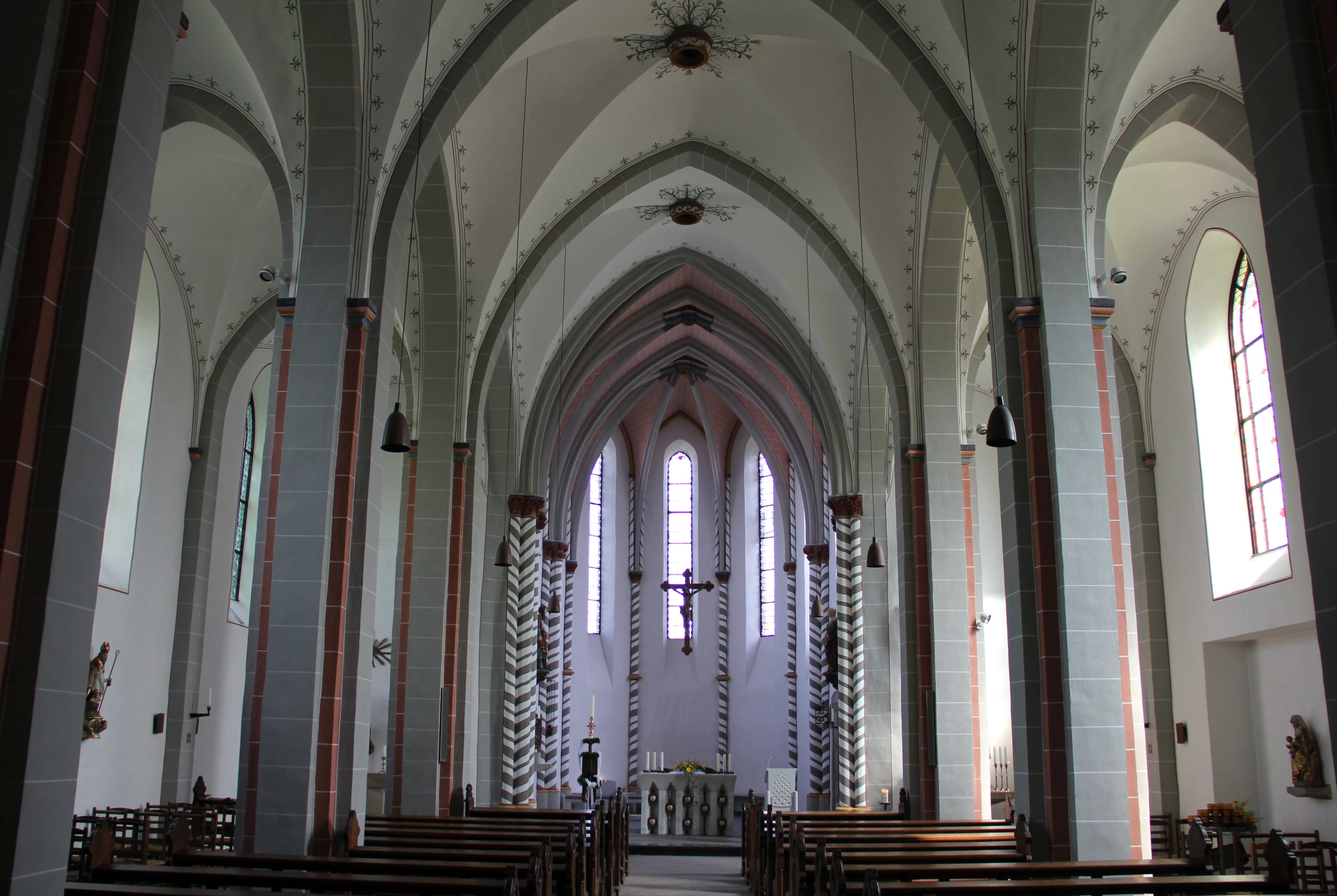
Innenraum in Richtung Altar

Der älteste Bau aus romanischer Zeit bestand aus einem Mittelschiff und einem nördlichen niedrigen Seitenschiff sowie einem vorgesetzten viergeschossigen Turm. Über den Chorabschluss ist nichts bekannt. Um 1260 wurde die Kirche im Osten um einen langgestreckten gotischen Chor mit 5/8-Schluss erweitert, der das Schiff überragte. In späterer Zeit wurde an der Nordseite des Chores eine Seitenkapelle als Nikolauskapelle angebaut, die ihren Zugang aus dem Innenraum der Kirche hatte.
Bei Umbaumaßnahmen im Jahre 1801 wurde das steile Dach des Chores abgetragen und durch ein niedrigeres Dach ersetzt, das westliche Joch des Chores verkürzt sowie die Nikolauskapelle abgerissen.

## Baubeschreibung
Für den Neubau von 1887/88 nach Plänen des Franziskanerbruders Paschalis Gratze  musste der alte Kirchturm abgebrochen werden. Es entstand eine um 6 Meter verlängerte dreischiffige neugotische Hallenkirche mit einem neuen eingerückten Westturm, für den der alte Turmhelm  weiter verwendet wurde.
Der Chor mit seinen schmalen Lanzettfenster blieb erhalten. Im Innern sind die Wände durch Dreiviertelwandsäulen und Dienstbündel gegliedert. Die Dienste des Chorabschlusses werden von Schaftringen unterbrochen. Die von den Kapitellen im Chorhaupt ausgehenden Gewölberippen des Kreuzrippengewölbes vereinigen sich in den Schlusssteinen. Kapitelle und Schlusssteine sind mit Blattwerk geschmückt.

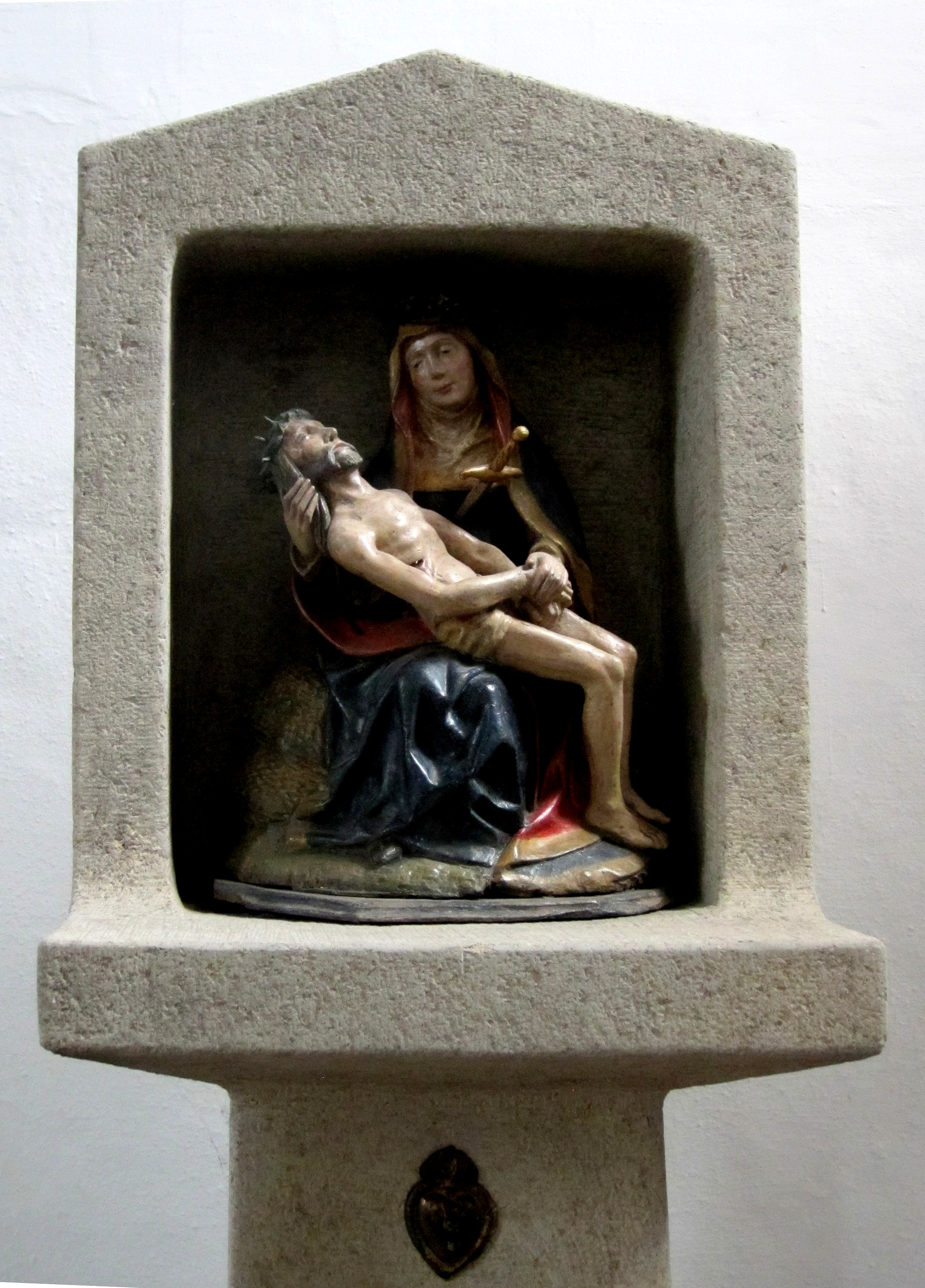
Spätgotische Pietà
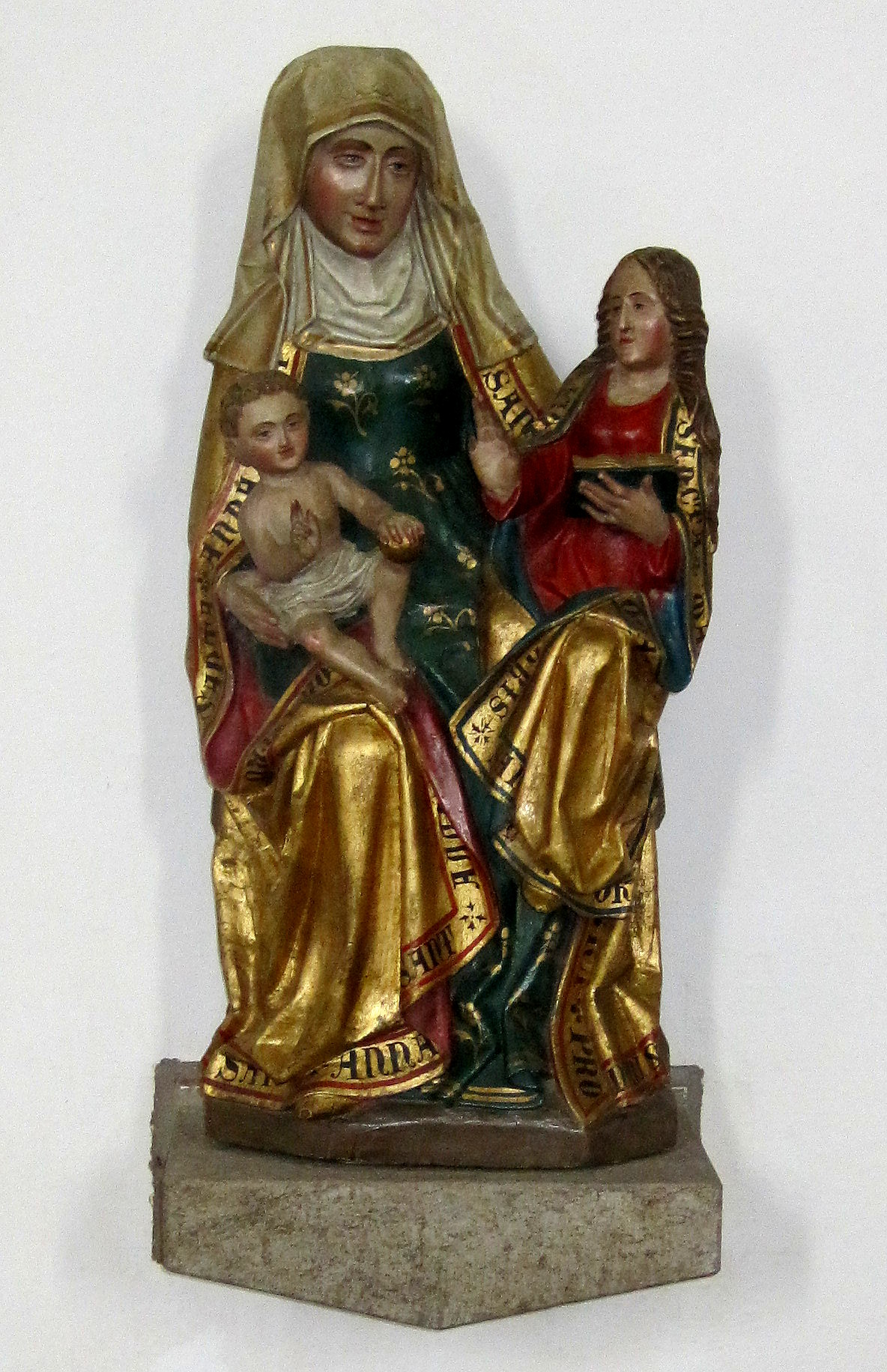
Spätgotische Anna selbdritt
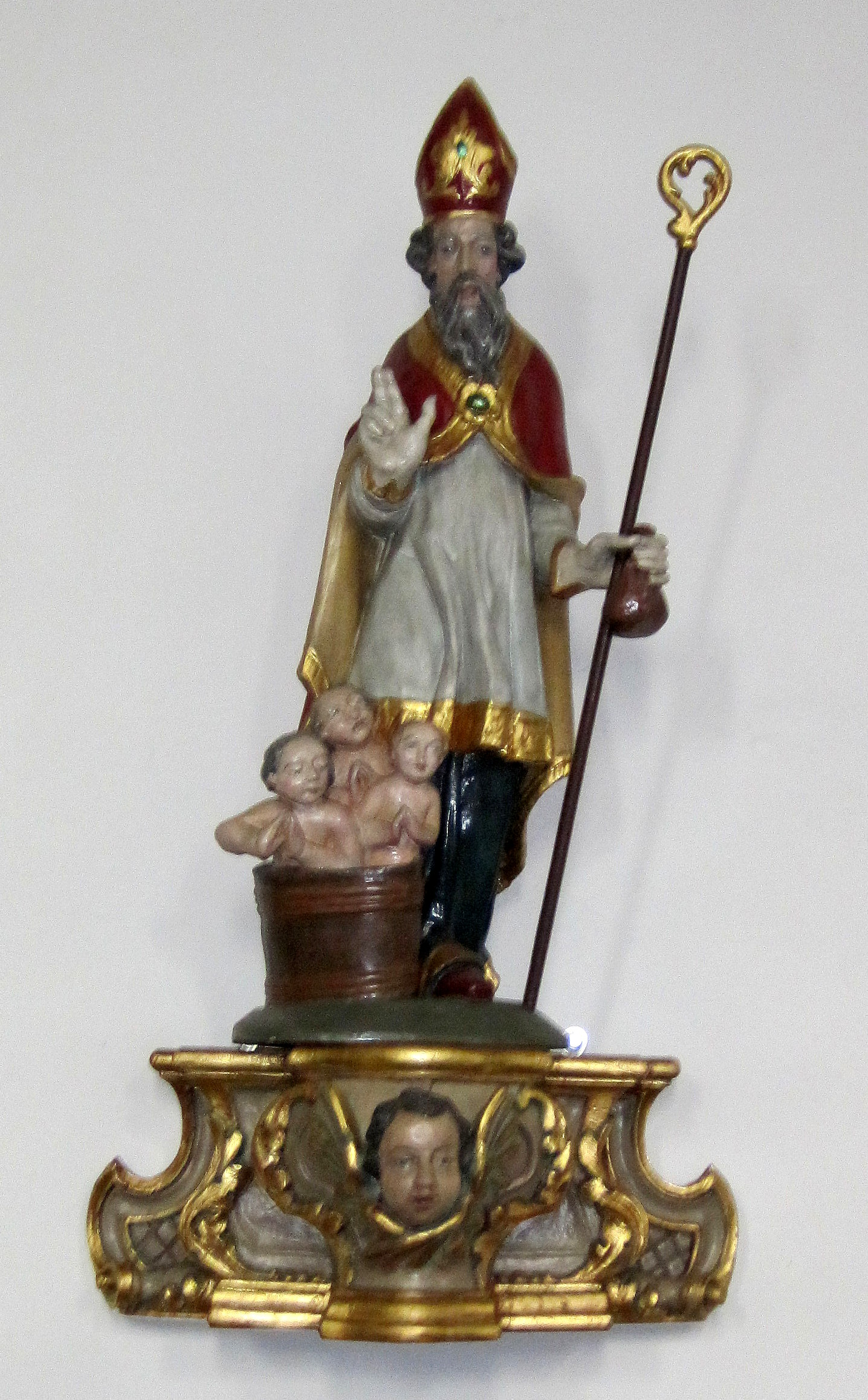
barocke Skulptur des heiligen Nikolaus

## Ausstattung
Von den erhaltenen Kirchenschätzen sind besonders hervorzuheben:
- spätgotische Pietà um 1490
- spätgotische Anna selbdritt um 1500
- barocke Skulptur des heiligen Nikolaus (18. Jh.) aus der ehemaligen Nikolauskapelle
- Skulptur des heiligen Antonius von Padua (18. Jh.)
- neugotisches Taufbecken von 1855
- Altar aus Carrara-Marmor und Tabernakel von Heinz Gernot

### Orgel
Die ehemalige Orgel der Firma Klais aus dem Jahre 1890, wurde im Jahre 1960 abgebrochen, 7 Register wurden jedoch beim Neubau von 1965/1966 durch die Firma Klais wiederverwendet und trägt nun das Opus 1322. Sie verfügt über 13 Register auf zwei Manualen und Pedal.
| I Hauptwerk C–f3 |     |
| Bordun           | 16′ |
| Prinzipal        | 8′  |
| Flaut            | 8′  |
| Oktave           | 4′  |
| Nachthorn        | 2′  |
| Mixtur III-IV    |     |
| Trompete         | 8′  |

| II Positiv C–f3  |    |
| Gedackt          | 8′ |
| Flöte            | 4′ |
| Kleincornett III |    |

| Pedal C–f1 |     |
| Subbass    | 16′ |
| Offenbass  | 8′  |
| Quintade   | 4′  |

- Koppeln: II/I, I/P, II/P
- Spielhilfen: 2 freie Kombinationen, Tutti, Auslöser

### Glocken
Bei Restaurierungsarbeiten 1987/88 erhielt der Kirchturm einen neuen Glockenstuhl. Dort hängen vier Glocken. Die beiden ältesten, die Marienglocke Schlagton f‘ (Gewicht 710 kg) und die Mathiasglocke Schlagton a‘ (Gewicht 365 kg), wurden 1888 in der Glockengießerei Claren in Sieglar gegossen. Die Marienglocke wurde 1942 requiriert, kam jedoch 1947 zurück. Die beiden jüngeren, die Christ-Königsglocke Schlagton g‘ (Gewicht 600 kg) und die Antoniusglocke Schlagton c‘‘ (Gewicht 200 kg) wurden 1955 in der Glockengießerei Edelbrock in Gescher gegossen. Das Motiv des Geläutes ist dem Regina caeli nachempfunden.

## Marienverehrung
Bei der Renovierung 1960 fand man im Kreuzrippengewölbe des Chorhauptes unter dem Schlussstein eine nur unvollständig erhaltene Mariendarstellung mit Jesuskind. Die gebrochenen Gewänder im rheinischen Zackenstil ergaben eine Datierung um 1260. Die Darstellung deutet darauf hin, dass die Kirche zu dieser Zeit ein Ort der Marienverehrung war. Belegt sind Wallfahrten nach Birk zur Verehrung der schmerzhaften Muttergottes seit den 1490er Jahren. Dem um 1490 entstandenen 48 cm hohen spätgotischen Vesperbild, sprach man eine wundertätige Wirkung zu. 1503 wurde die „Bruderschaft Unserer Lieben Frau“ gegründet, deren Bruderschaftsbuch erhalten ist. Die Wallfahrten wurden von den Minoriten gefördert, doch nach der Säkularisation kamen sie zum Erliegen.